# Мусорка (сельское поселение)
Сельское поселение Мусорка — муниципальное образование в Ставропольском районе Самарской области.
Административный центр — село Мусорка.

## История
Статус и границы сельского поселения установлены Законом Самарской области от 28 февраля 2005 года № 67-ГД «Об образовании сельских поселений в пределах муниципального района Ставропольский Самарской области, наделении их соответствующим статусом и установлении их границ».

## Население
| 2010  | 2012  | 2013  | 2014  | 2015  | 2016  |
| ----- | ----- | ----- | ----- | ----- | ----- |
| 2280  | ↗2331 | ↗2393 | ↗2457 | ↗2469 | ↗2487 |
| 2017  | 2018  | 2019  | 2020  | 2021  |       |
| ↘2465 | ↘2448 | ↗2468 | ↘2460 | ↘2132 |       |

## Состав сельского поселения
| № | Населённый пункт | Тип населённого пункта       | Население |
| - | ---------------- | ---------------------------- | --------- |
| 1 | Мусорка          | село, административный центр | ↘1443     |
| 2 | Пески            | село                         | 22        |
| 3 | Ташла            | село                         | ↘815      |